# Clube de Futebol Estrela da Amadora
Ne doit pas être confondu avec Club Football Estrela da Amadora.
Maillots
Le Clube de Futbol Estrela da Amadora, dit CF Estrela, est un club de football portugais basé à Amadora, au nord ouest de Lisbonne. 
Fondé en 1932, le club est dissous en 2011. En 2020 après la fusion du Clube Desportivo Estrela et du Sintra Football sous le nom Club Football Estrela da Amadora ce club continue l'histoire de l'Estrela da Amadora.

## Historique

### Création du club et maintien dans l'élite (1932-2008)
Le club est fondé le 22 juin 1932 par un groupe de sept jeunes Amadorenses qui partagent une passion pour le football. L'histoire raconte que l'un d'entre eux, Julio da Conceição, en montrant les étoiles dans le ciel, donne l'idée du nom d' Estrela Amadora (en français : étoile d'Amadora) ,le nom est accepté par tous. 
Malgré les difficultés initiales, le club résiste face aux deux gros clubs de Lisbonne. Le premier match de l'Estrela se joue contre Palmense, club de Palma de Baixo.
Le club passe 16 saisons en Liga Sagres (1re division) et obtient son meilleur résultat lors de la saison 1997-1998, où il se classe 7e du championnat, avec 14 victoires, 8 matchs nuls et 12 défaites.
L'Estrela da Amadora remporte une Coupe du Portugal en 1990.

### Rétrogradation et dissolution à la suite de divers problèmes financiers (2008-2011)
À la suite de problèmes d'ordre financier, le club, 11e du Championnat 2008-2009, se voit rétrogradé en 3e division du Portugal pour la saison 2009-2010, et se voit par la même occasion retirer son statut professionnel.
En 2011, l'Estrela Amadora est dissout et remplacé par le Clube Desportivo Estrela, afin de permettre la réalisation de la reconstruction du club de football. L'objectif principal du club est le développement des jeunes mais son plus grand rêve est de reformer une équipe senior.

## Palmarès
- Coupe du Portugal (1)
  - Vainqueur: 1990

- Supercoupe du Portugal (0)
  - Finaliste: 1990

- Championnat du Portugal D2 (1)
  - Champion: 1993

- AF Championnat de Lisbonne de D1 (1)
  - Champion: 1978

- AF Championnat de Lisbonne de D2 (1)
  - Champion: 1964

## Anciens logos

Logo no 1.
Logo no 2.
Logo no 3.

## Bilan saison par saison
|           | I  | II | III | IV | V | Points | Journées | V  | N  | D  | B.M. | B.P. | Diff. |
| 1988-1989 | 8  |    |     |    |   | 39 pts | 38       | 13 | 13 | 12 | 33   | 41   | -8    |
| 1989-1990 | 13 |    |     |    |   | 28 pts | 34       | 10 | 8  | 16 | 35   | 34   | +1    |
| 1990-1991 | 18 |    |     |    |   | 32 pts | 38       | 9  | 14 | 15 | 37   | 49   | -9    |
| 1991-1992 |    | 11 |     |    |   | 33 pts | 34       | 10 | 13 | 11 | 30   | 35   | -5    |
| 1992-1993 |    | 1  |     |    |   | 48 pts | 34       | 17 | 14 | 3  | 59   | 28   | +31   |
| 1993-1994 | 9  |    |     |    |   | 33 pts | 34       | 9  | 15 | 10 | 39   | 36   | +3    |
| 1994-1995 | 15 |    |     |    |   | 26 pts | 34       | 6  | 14 | 14 | 27   | 40   | -13   |
| 1995-1996 | 13 |    |     |    |   | 35 pts | 34       | 7  | 14 | 13 | 35   | 50   | -15   |
| 1996-1997 | 9  |    |     |    |   | 47 pts | 34       | 12 | 11 | 11 | 39   | 38   | +1    |
| 1997-1998 | 7  |    |     |    |   | 50 pts | 34       | 14 | 8  | 12 | 42   | 41   | +1    |
| 1998-1999 | 8  |    |     |    |   | 45 pts | 34       | 11 | 12 | 11 | 33   | 40   | -7    |
| 1999-2000 | 8  |    |     |    |   | 45 pts | 34       | 10 | 15 | 9  | 40   | 35   | +5    |
| 2000-2001 | 18 |    |     |    |   | 19 pts | 34       | 4  | 7  | 23 | 30   | 57   | -27   |
| 2001-2002 |    | 4  |     |    |   | 57 pts | 34       | 16 | 9  | 9  | 44   | 38   | +6    |
| 2002-2003 |    | 3  |     |    |   | 57 pts | 34       | 15 | 12 | 7  | 42   | 32   | +10   |
| 2003-2004 | 18 |    |     |    |   | 17 pts | 34       | 4  | 5  | 25 | 22   | 74   | -52   |
| 2004-2005 |    | 3  |     |    |   | 60 pts | 34       | 17 | 9  | 8  | 47   | 30   | +17   |
| 2005-2006 | 9  |    |     |    |   | 45 pts | 34       | 12 | 9  | 13 | 31   | 33   | -2    |
| 2006-2009 | 9  |    |     |    |   | 35 pts | 30       | 9  | 8  | 13 | 23   | 36   | -13   |
| 2007-2008 | 13 |    |     |    |   | 31 pts | 30       | 6  | 13 | 11 | 29   | 41   | -12   |
| 2008-2009 | 11 |    |     |    |   | 34 pts | 30       | 8  | 10 | 12 | 26   | 38   | -12   |
| 2009-2010 |    |    | 10  |    |   | 41 pts | 30       | 11 | 8  | 11 | 26   | 24   | +2    |

## Joueurs
- Amoreirinha
- Jorge Andrade
- Rúben Dias
- Tiago Gomes
- Nani
- Pedro Xavier